# Grubišno Polje
Grubišno Polje (tjekkisk: Hrubečné Pole) er en by i Bjelovar-Bilogora distrikt i Kroatien.

## Historie
I slutningen af det 19. og begyndelsen af det 20. århundrede var Grubišno Polje en distriktshovedstad i Bjelovar-Križevci distrikt i Kongeriget Kroatien-Slavonien.

## Seværdigheder
Byen har et mindesmærke for sine afdøde fra den kroatiske uafhængighedskrig.

## Bosættelser
Byens administrative område består af 24 bebyggelser (fra 2011), nemlig:
 
- Dapčevački Brđani, indb. 50
- Dijakovac, indb. 32
- Donja Rašenica, indb. 164
- Gornja Rašenica, indb. 89
- Grbavac, indb. 211
- Grubišno Polje, indb. 2.917
- Ivanovo Selo, indb. 264
- Lončarica, indb. 79
- Mala Barna, indb. 30
- Mala Dapčevica, indb. 3
- Mala Jasenovača, indb. 5
- Mala Peratovica, indb. 65
- Mali Zdenci, indb. 436
- Munije, indb. 35
- Orlovac Zdenački, indb. 285
- Poljani, indb. 261
- Rastovac, indb. 40
- Treglava, indb. 103
- Turčević Polje, indb. 44
- Velika Barna, indb. 335
- Velika Dapčevica, indb. 32
- Velika Jasenovača, indb. 58
- Velika Peratovica, indb. 26
- Veliki Zdenci, indb. 914